# Joy Oladokun
Joy Oladokun (Casa Grande, 1992. április 6. –) amerikai énekesnő, dalszerző. Oladokun zenéje a folk, az R&B, a rock és a pop műfaját öleli fel. Magatartását erősen befolyásolja LMBT személyisége.

## Pályafutása
Oladokun az arizonai Casa Grande-ban nőtt fel, country- és folkzenét, Bob Marley-t és Lauryn Hillt halgatott. Mindkét szülője nigériai származású. Családja rendszeresen járt egy keresztény templomba, ahol Oladokunt megbízták az istentiszteletek vezetésével. 
Tízéves volt, amikor egy Tracy Chapman videó gitártanulásra inspirálta.
A főiskola elvégzése után egy barátja javaslatára Los Angelesbe, később East Nashville-be költözött költözött, ahol leszerződött a Prescription Songshoz.
2015-ben Joy Oladokun sajátmaga adta ki debütáló EP-jét, a Cathedralst.  Stúdióalbumát, a Carry-t a Kickstarter finanszírozta, és 2016. április 29-én jelent meg.
Oladokun 2019-ben adta ki a „Sunday” című kislemezét, amelyben azt mondta: „A „Sunday” az a dal, amit a 12 éves Joynak, aki a templom... hátuljában ült, hallania kellett. Hallania kellett, hogy lehet valaki queer és boldog. Queer és egészséges... Látnia kellett, ahogy a férjes nők csókolóznak és játszanak a gyerekeikkel.” Joy Oladokun videoklipje LMBTQ kapcsolatban élő embereket mutat be.
2020-ban, a Black Lives Matter mozgalom idején Oladokun kiadta a „Who Do I Turn To?” című balladát, amelyet Natalie Hemby-vel írt. Az „I See America” című kislemez a rendszerszintű rasszizmust kritizálja. A National Public Radio felvette az „I See America”-t a 2020-as 100 legjobb dal közé.
2020-ban kiadta második stúdióalbumát, az „In Defense of My Own Happiness”-t (The Beginnings). A Billboard az albumot „lenyűgözően érzelmes gyűjteményként” jellemezte. Mitch Mosk, az Atwood Magazine főszerkesztője: „egy elsöprő, szárnyaló és lenyűgöző második lemeznek, amelyből árad a szív és a lélek”.
2021-ben támogatást kapott a YouTube YouTubeBlack Voices Fund alapítványától. 2023-ba bejelentette negyedik stúdióalbumát (Proof of Life). 2024. augusztusában Oladokun együttese négy észak-amerikai koncert előzenekara volt Hozier volt turnéján. Ő volt az előzenekara a turné ausztráliai és új-zélandi fellépésein is 2024-ben.

## Stúdióalbumok
- Carry (2016)
- In Defense of My Own Happiness (The Beginnings) (2020)
- In Defense of My Own Happiness (2021)
- Proof of Life (2023)
- Observations From a Crowded Room (2024)

## Fordítás
- Ez a szócikk részben vagy egészben  a   Joy Oladokun című angol Wikipédia-szócikk ezen változatának fordításán alapul.  Az eredeti cikk szerkesztőit annak laptörténete sorolja fel. Ez a jelzés csupán a megfogalmazás eredetét és a szerzői jogokat jelzi, nem szolgál a cikkben szereplő információk forrásmegjelöléseként.